# Syalachcultuur
De Syalachcultuur (Russisch: Сыалахская культура) is een vroege Neolithische cultuur van Jakoetië en Oost-Siberië. Het vormde zich in het middelste stroomgebied van de Lena in het 5e tot 4e millennium v.Chr. als gevolg van de migratie van stammen uit Transbaikal, die zich met de lokale pre-keramische Soemnagincultuur (8.500-4.500 v.Chr.) assimileerden.
De cultuur is vernoemd naar het Syalachmeer, 90 km van Zjigansk in Jakoetië. De eerste archeologische opgravingen in dit gebied vonden in de jaren 1940 plaats, onder leiding van Aleksej Okladnikov.
De sites van de Syalachcultuur worden gekenmerkt door de eerste verschijning van gepolijste stenen werktuigen, evenals de vroegste keramiek, welke een karakteristiek ruitpatroon bezat. Ook werden er benen harpoenpunten en pijlen en bogen gevonden.
Meer dan 50 sites van de Syalachcultuur zijn bekend. In de decoratieve kunst wordt een centrale plaats ingenomen door afbeeldingen van elanden, die waarschijnlijk een mythologische betekenis bezaten.
De Syalachcultuur werd opgevolgd door de Belkatsjicultuur.
Volgens taalkundigen is het waarschijnlijk dat de dragers van deze cultuur een van de Dené-Jenisejische talen spraken.
Volgens Pavel Flegontov et al:
De nieuwe bevolkingsgolf uit Noordoost-Azië die minstens 4.800 jaar geleden in Alaska aankwam, vertoont duidelijke archeologische precedenten die teruggaan naar Centraal-Siberië. ... de Syalach-cultuurvolken, die zich na 4.500 v.Chr. over Siberië verspreidden, kunnen de "spookpopulatie" vertegenwoordigen die zich rond 4.500-5.000 v.Chr. afsplitste en waaruit de latere migranten naar Amerika voortkwamen.— Pavel Flegontov, N. Ezgi Altınışık, Piya Changmai, Edward J. Vajda, Johannes Krause, Stephan Schiffels (2016)
Bij deze migraties waren waarschijnlijk de Paleo-Eskimo-volkeren betrokken.